# Avanti (album)
Avanti è il dodicesimo album di Drupi, pubblicato nel 1990.
In questo album Drupi interpreta undici canzoni scritte  da alcuni dei più noti cantautori italiani. Il brano Se Dio ti dà è stato utilizzato come sigla della serie TV La donna del mistero.

## Tracce
1. Se Dio ti dà – 3:54 (Gino Paoli-Vito Pallavicini)
2. Teresa e Michele – 5:16 (Ron)
3. Senza parole – 4:01 (Enzo Jannacci-Mark Harris-Antonio Galbiati-R. Piferi)
4. Canzone per Anna – 6:01 (Francesco Guccini)
5. Senza l'amore – 5:41 (P.F. Manfredi-Ricky Gianco)
6. Maledetto Piero – 4:54 (Francesco Salvi-Ron)
7. Il vecchio e il bambino – 4:14 (Francesco Guccini)
8. Natale – 3:08 (Francesco De Gregori)
9. Come un serpente – 4:04 (Gino Paoli)
10. Napule è – 4:16 (Pino Daniele)
11. Avanti – 4:57 (Drupi-Enrico Riccardi)

## Musicisti
- Drupi: chitarra, voce
- Tino Negri : basso , voce
- Ottavio Bacciocchi: programmazione computer, seconda voce in Senza parole
- Dorina Dato: cori, tastiera
- Roberto Ferracin: tastiera, arrangiamenti , computer
- Arrangiamenti: Drupi e Roberto Ferracin